# Kyrie (mis)
Het Kyrie (uitspraak kie-rie-uh of kie-rie-ee, Grieks: κύριε ἐλέησον "Heer, heb medelijden") is een (veelal gezongen) gebed in christelijke kerkdiensten. In Nederland wordt het vooral in de rooms-katholieke mis en nauwelijks in protestantse diensten gebeden - in tegenstelling tot in het buitenland, waar het Kyrie door protestanten wel meestal een vast gebed is. Het wordt eerst gezongen door de priester of het koor en vervolgens beantwoord door de gelovigen. Veelal wordt het gebruikt in een gebed:

## Betekenis en gebruik
Kyrie (κύριε) is de vocativus of aangesproken vorm van het Griekse woord κύριος (kurios, "Heer"). Kyrie eleison betekent Heer, heb medelijden, vaak vertaald als Heer, ontferm U over mij. Het maakt deel uit van het ordinarium van de mis. Alle missen, waaronder de bekende gecomponeerde missen van Mozart, Bach en Camille Saint-Saëns, bevatten een Kyrie. 
Het Kyrie bestaat standaard (al wijken sommige componisten hiervan af) uit driemaal drie aanroepingen, respectievelijk: Kyrie eleison (3x), Christe eleison (3x), Kyrie eleison (3x).
De oude Gregoriaanse melodie was bedoeld om afwisselend tussen koor en volk te zingen. Door de ingewikkeldheid van de muziek is dit een tijdlang op de achtergrond gebleven, totdat het met de invoering van het Kyriale Vaticanum (een der liturgische boeken van de Rooms-Katholieke Kerk, waarin de melodieën van de vaste delen van de mis - Kyrie, Gloria, Credo, Sanctus, Benedictus, Agnus Dei - met nog enkele gezangen zijn opgenomen) van 1904 weer in gebruik is gekomen, in Nederland door de liturgische beweging van rond 1905, in Duitsland na het Eucharistische Congres van 1960. 
Nadat op het Tweede Vaticaans Concilie in het document Sacrosanctum Concilium: Constitutie over de heilige Liturgie (4 december 1963) was besloten toestemming te geven de Mis naast het Latijn (en het Grieks) ook in de volkstaal te vieren, zijn er voor de Nederlandse en Belgische kerkprovincie veel moderne gezangen gecomponeerd, waarin een celebrant of een voorzanger in samenzang met een koor of de gelovige gemeenschap het Heer ontferm U zingen. Ook verschenen veel schuldbelijdenissen waarin de woorden Heer ontferm U (over ons) voorkomen.
Dit laatste lijkt niet helemaal terecht. Het Kyrie heeft heel vroeger wel de sfeer van een litanie gekend maar in de Latijnse Mis vòòr het laatste concilie bad de priester in de voetgebeden voor het altaar de schuldbelijdenis, ging daarna de drie trappen van het altaar op, zei dan de introïtustekst aan de rechterzijde van het altaar en bad vervolgens in  het midden van het altaar het Kyrie. Het heeft dus niets te maken met ootmoed/schuldbelijdenis maar het is een drempelgebed, om naar binnen te gaan. Zo begint de litanie van Allerheiligen ook met het drievoudig Kyrie eleison en dan komt "Christe, audi nos, Christe exaudi nos". Ook hier dus het Kyrie als drempelgebed.
De aanroeping van Christus heeft drie aspecten: 1 "Heer" (God, Lam Gods, Zoon van de Vader) "ontferm u", 2 "Christus" (Gezalfde, Messias) "ontferm u"  3 "Heer" (van de Kerk) "ontferm u". Het heeft wel enkele trinitarische gezongen expressies, ook mooie, maar dat is niet origineel.   

## Orthodoxie
In de liturgie van de orthodoxe kerken zijn er Kyrie-litanieën, waarvan sommige in verschillende delen zijn onderverdeeld. Met een twaalfvoudig Kyrie eleison wordt elk uur van de Byzantijnse gebedstijden geopend, de kleine uren worden afgesloten met een veertigvoudig Kyrie eleison. In de Goddelijke Liturgie zingt men het drievoudige Kyrie eleison als reactie op de individuele aanroepingen van de Ektenieën. De Christe eleison is echter een westelijke uitbreiding en wordt niet gebruikt in de Byzantijnse liturgie.